# Municipio de East Rockhill
El municipio de East Rockhill (en inglés: East Rockhill Township) es un municipio ubicado en el condado de Bucks en el estado estadounidense de Pensilvania. En el año 2000 tenía una población de 5.199 habitantes y una densidad poblacional de 155 personas por km².

## Geografía
El municipio de East Rockhill se encuentra ubicado en las coordenadas 40°26′18″N 75°16′16″O / 40.43833, -75.27111.

## Demografía
Según la Oficina del Censo en 2000 los ingresos medios por hogar en la localidad eran de $59,663 y los ingresos medios por familia eran $70,645. Los hombres tenían unos ingresos medios de $43,134 frente a los $30,473 para las mujeres. La renta per cápita para la localidad era de $24,594. Alrededor del 4,9% de la población estaban por debajo del umbral de pobreza.